# Manuscrit Bakhshali
El Manuscrit Bakhshali  és un manuscrit matemàtic escrit sobre escorça de bedoll. Es va trobar el 1881 a prop de la localitat de Bakhshali en el que llavors era el Província
fronterera del Nord-Oest de l'Índia britànica (en l'actualitat Pakistan). Hi manca la major part del manuscrit, només han quedat setanta fulles d'escorça de bedoll
Ningú sap quants anys té i diferent estudiosos han arribat a diferents dates. La majoria d'ells coincideixen que el manuscrit és una còpia d'una informació existent d'un text més antic.